# ミユビゲラ

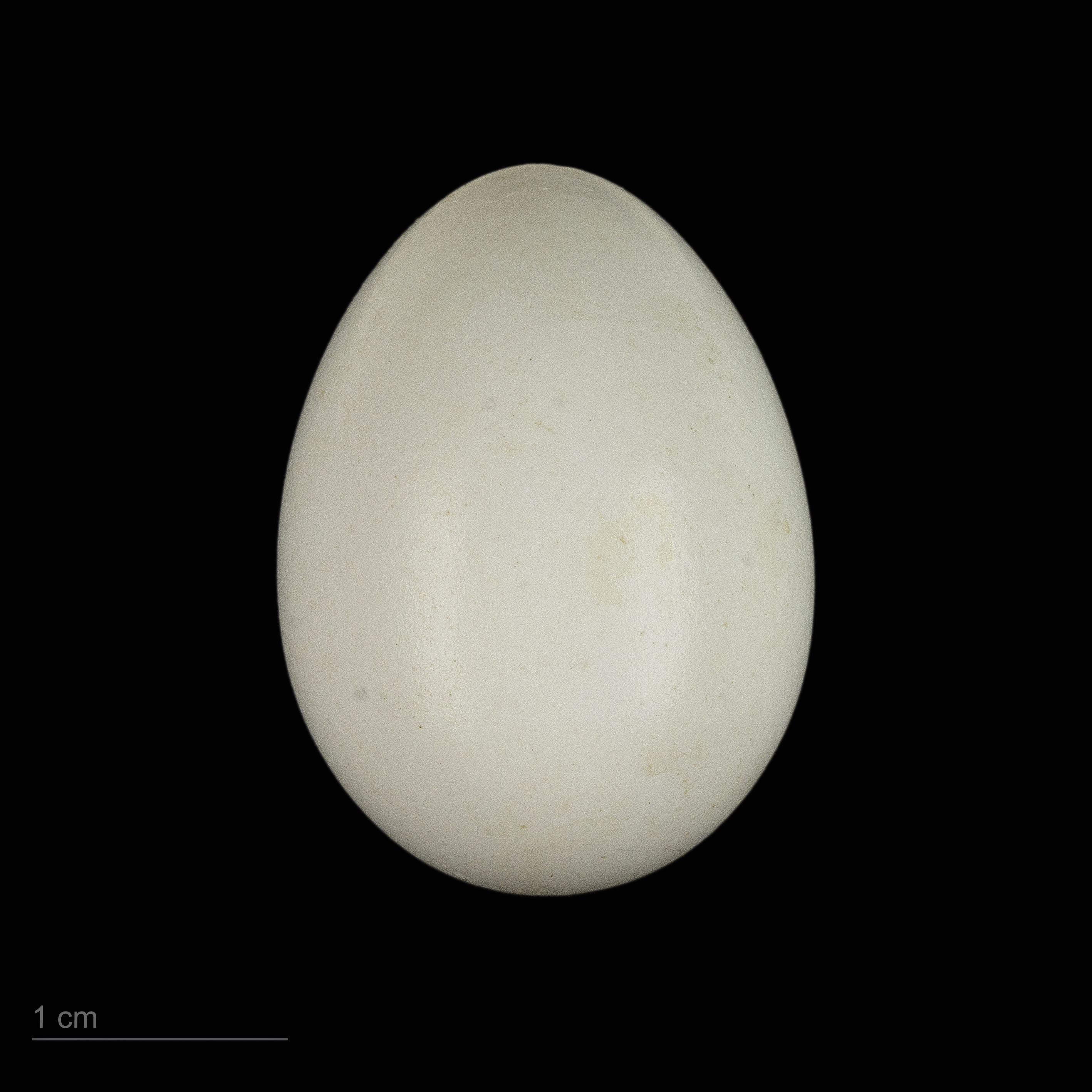
Picoides tridactylus

ミユビゲラ（三趾啄木鳥、学名：Picoides tridactylus） は、キツツキ目キツツキ科に分類される鳥類の一種。キツツキの一種。

## 分布
スカンジナビア半島からロシア、シベリア、アラスカ、カナダから北アメリカ北部に生息する。生息地では留鳥である。
日本では北海道の十勝地方に生息確認例がある。観察記録は、1942年〜1988年、2006年〜にある。

## 形態
全長約22cm。体の背面は黒色で、背中の中央部から腰にかけては白い。腹面は白く、脇に黒い帯がある。雄の頭頂は黄色で、雌は黒い。第一趾が退化しており、趾（あしゆび）が3本であるのが特徴で、これが本種の和名の由来になっている。

## 生態
山地の針広混交林、常緑針葉樹林に生息する。シベリアではタイガや森林ツンドラなどにも生息する。。特にエゾマツ類の林を好むと言われる。
ややしわがれた声で「キョッ」と鳴く。
巣穴は自分では掘らずに他のキツツキ類の古巣や朽ちた樹の洞などに営巣する。巣穴から出る際に危険を感じた場合、巣穴から頸を伸ばして舌を出すことでヘビに擬態するという。
産卵数は3～5卵で、抱卵期間は約11日、育雛期間は22～25日である。主に樹木の幹にいるカミキリムシやキクイムシ等の昆虫やクモ類を食べる。

## 保全状態評価
- 絶滅危惧IA類 (CR)（環境省レッドリスト）

- 国内希少野生動植物種（種の保存法） - 1993年

## 人間との関わり
日本に生息する個体は分布域として孤立した個体群である。これは、日本では北海道の大雪山系に本種の生息に適したエゾマツ等のトウヒ類の森林が存在することに関係していると言われる。しかし、本種の採餌や営巣に適したトウヒ類の老木の伐採が進んだことから、生息環境は悪化している。